# Common-rail
Common-rail is een techniek voor de inspuiting van brandstof in injectiemotoren.
Ze werd ontwikkeld door de researchfirma Elasis uit Napels die onderdeel was van de Fiat-groep. In 1993 hadden de Italianen het prototype van hun nieuwe inspuiting gereed.  Bosch kocht de patenten en nam de firma Elasis over.
TDCI, JTD, CDI, HDI, Turbocharged Direct Injection (TDI) en benzine Fuel Stratified Injection (FSI) of GDI (Gasoline Direct Injection) zijn directe injectiemotoren waarbij de brandstof onder hoge druk in een centrale buis - de common-rail - wordt verzameld. De common-rail staat met de elektrisch bediende injectoren in verbinding. De injectoren worden door het motormanagement-systeem aangestuurd. Het inspuittijdstip en de inspuitduur en daarmee de hoeveelheid brandstof kunnen daardoor over een grote bandbreedte worden geregeld, dit in tegenstelling tot bij conventionele systemen. Bij toepassing van common-rail zijn drukopbouw en de feitelijke inspuiting ontkoppeld, wat een groot regelbereik en aanpassingsvermogen met zich meebrengt.
Bij conventionele motoren worden de injectoren geopend en gesloten op basis van de opgebouwde druk. In een aparte brandstofpomp beweegt een nokkenas de inspuitplunjer. De druk die boven de plunjer wordt opgebouwd, wordt naar de injectoren (ook verstuivers genoemd) geleid. De injectoren openen als een bepaalde druk wordt overschreden en sluiten weer als een bepaalde druk wordt onderschreden.
Het common-railsysteem werd in het begin hoofdzakelijk toegepast op dieselmotoren met directe brandstofinspuiting. Dit houdt in dat dieselolie rechtstreeks in de verbrandingsruimte van de cilinder wordt gespoten. Eerder werden motoren met directe inspuiting uitsluitend in zware dieselmotoren (vrachtauto's of nog groter: scheepsdiesels) toegepast, benzine- en lpg-motoren zijn ook leverbaar met directe injectie en een common-rail.

## Werking
Bij de common-rail is het mogelijk door middel van elektronica de verstuivers van de dieselmotor onafhankelijk van de nokkenas aan te sturen. De inspuitpomp komt zelfs te vervallen en wordt vervangen door een hogedrukpomp die door de motor wordt aangedreven. De Electronic Control Unit (ECU) berekent wanneer de brandstof ingespoten moet worden en in welke hoeveelheid. De verstuivers zijn elektromagnetisch bediende regelkleppen.
In tegenstelling tot gewone direct ingespoten dieselmotoren waar de brandstofpomp naar iedere injector een leiding heeft die op een vooraf bepaald moment onder druk komt te staan, heeft een common-railmotor een gemeenschappelijke leiding (de common-rail) die de brandstof onder een hoge druk (tot 2500 bar in Dieselmotor en 500 bar bij benzinemotoren) constant naar alle injectoren aanvoert. De injectoren zijn uitgerust met een elektromagnetische klep die zeer snel kan openen en sluiten (bij moderne systemen zelfs meerdere keren per cyclus), aangestuurd door het motormanagement.

## Voordelen van het common-railsysteem
- het inspuitmoment en de inspuitduur kunnen door het motormanagement worden beïnvloed
- er wordt een hoger rendement gehaald
- de verbranding vindt gelijkmatiger plaats
- de motor maakt beduidend minder lawaai
- de motor levert meer vermogen
- er zijn betere emissiewaarden mogelijk

Dit alles is mede mogelijk doordat er een terugkoppeling is tussen de motor, het uitlaatsysteem en de ECU. Hierdoor wordt de hoeveelheid brandstof aangepast aan de vraag en de kwaliteit van de uitlaatgassen. Al deze voorwaarden worden bereikt door de hoeveelheid gewenste brandstof in fases in te spuiten. De ECU kan voor de hoofdinspuiting kortstondig de verstuivers aansturen in een of meerdere voor-inspuitingen zodat er een kleine hoeveelheid brandstof reeds tot ontbranding komt. Op deze wijze wordt de verbranding gelijkmatiger opgebouwd waardoor de bekende dieselklop achterwege blijft. Op basis van het overschrijden van een bepaald drukverschil voor en na het roetfilter kan de ECU na-inspuiting bewerkstelligen. Dit wordt gebruikt in Dieselmotoren met een Diesel Partikel Filter (DPF) en Benzine motoren met een Otto Partikel Filter (OPF). De functie hiervan is om in de uitlaatslag brandstof in het hete uitlaatspruitstuk te spuiten, hiermee wordt de aanwezige zuurstof en brandstof in de Diesel Oxidation Catalyst (DOC) of 3-weg katalysator verwarmd en kan roet in het filter verbrand worden. 

## Conventionele, direct ingespoten dieselmotor
Bij een conventionele dieselmotor met directe inspuiting bestaat het brandstofsysteem uit de volgende componenten:

### Het lagedrukgedeelte
- De brandstoftank
- Een grof filter annex waterafscheider die condenswater uit de brandstof haalt
- Een brandstofopvoerpomp die de brandstof uit de tank naar de motor pompt
- Een of meerdere fijnfilters die zelfs zeer kleine verontreinigingen uit de brandstof halen

### Het hogedrukgedeelte
met daarin:
- Een brandstofinspuitpomp die door middel van een klein, ingebouwd nokkenasje de brandstof op exact het juiste moment naar de verstuivers pompt. De juiste hoeveelheid wordt bepaald door de stand van het gaspedaal in samenwerking met een regulateur, die - mechanisch of elektronisch - de hoeveelheid brandstof aanpast aan de aanwezige lucht (zuurstof) in de cilinder. Te veel brandstof zou immers niet verbranden en in de vorm van zwarte rook uit de uitlaat komen.
- Een aantal hogedrukleidingen, voor elke cilinder één, die precies even lang en even dik zijn, om verschil in inspuittijdstippen (per cilinder) te vermijden.
- In elke cilinder een verstuiver (of spuitstuk), die de brandstof vernevelt en onder hoge druk in de cilinder spuit. De verstuiver wordt gesloten gehouden door een zware veer, die een naald in het onderste gat van de verstuiver duwt. Komt er een drukgolf vanaf de brandstofinspuitpomp, dan duwt de aanwezige dieselolie onder hoge druk de verstuiver open (tegen deze veerdruk in) en verschaft zich op die wijze zelf een toegang tot de verbrandingsruimte. Indien pompverstuivers worden toegepast, hebben deze een eigen nokkenas die de verstuivers open drukt. De brandstofinspuitpomp komt dan te vervallen.

### Het retour- of lekgedeelte
Dit systeem voert overtollige brandstof terug naar de tank. De brandstofopvoerpomp pompt namelijk veel meer brandstof naar de motor dan feitelijk voor de verbranding nodig is. Dit heeft wel nut: Deze brandstof koelt en smeert de onderdelen, maar de grote hoeveelheid voorkomt ook terugval in de druk of zelfs lucht in het systeem. Vaak wordt ongeveer 85% van de opgepompte brandstof weer teruggebracht in de tank. De retour- en lekleidingen halen brandstof weg bij de fijnfilters, de brandstofinspuitpomp en de verstuivers.

### Nadelen van een conventionele motor
Bij deze conventionele motor worden de verstuivers in het algemeen geopend door de druk van de brandstof zelf. Dit levert soms enkele nadelen op:
- De leidingen, hoe dik en sterk ook, zetten enigszins uit door deze hoge druk. Bij moderne tweetrapverstuivers gaat de eerste trap open op ongeveer 185 bar, de tweede trap opent bij ongeveer 400 bar afhankelijk van type en uitvoering. De magneetgestuurde brandstofpompen (Bosch VP44) kennen systeemdrukken die oplopen tot 1000 bar.
- De veren in de verstuivers zijn - mits goed afgesteld - even sterk, maar hier kunnen minimale verschillen in zitten, waardoor er niet altijd evenveel brandstof in elke cilinder komt
- De brandstofinspuitpomp regelt variaties in de hoeveelheid in te spuiten brandstof, door deze regeling is de systeemdruk variabel.
- Om "nadruppelen" te voorkomen zijn in de brandstofinspuitpomp z.g. perskleppen gemonteerd. De perskleppen hebben een bepaald ontlastingsvolume, waardoor er een snelle drukval in de persleiding ontstaat en de verstuiver snel en krachtig sluit. Van nadruppelende verstuivers gaat een motor roken.
- Er zit een klein tijdsverschil tussen het moment dat de nokkenas de druk op de vloeistof opbouwt en het openen van de verstuiver.

## Common-raildieselmotor, opbouw van het systeem

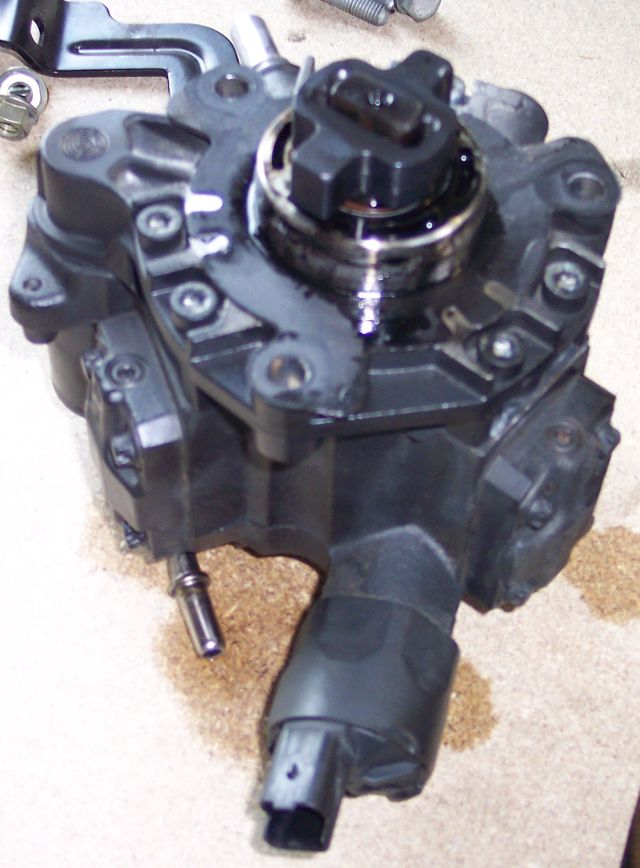
Hogedrukpomp

Voor een deel lijkt het brandstofsysteem op dat van de conventionele dieselmotor:

### Lagedrukgedeelte
- De brandstoftank
- Het voorfilter
- De opvoerpomp
- Brandstoffilter
- De lagedrukbrandstofleiding
- De brandstofretourleiding
- (Eventueel een brandstofkoeler)

### Hogedrukgedeelte
- De hogedrukbrandstofleidingen
- De hogedrukpomp
- De common-rail
- De elektromagnetische of Piëzo verstuiver
- De raildrukmeter
- Een overdrukventiel in de common-rail

Het brandstofsysteem wordt gecompleteerd door een regeleenheid (ECU)

### Het retour- of lekgedeelte
- terugvoerleidingen vanaf de injectoren, de hogedrukpomp en het filter

### Sensoren
Diverse sensoren die de ECU van informatie voorzien, zoals de stand van het gaspedaal, de cruisecontrol, de rijsnelheid, de motortemperatuur, de inlaatluchttemperatuur, de uitlaatgastemperatuur, de uitlaatgaskwaliteit (NOx-sensor)
1. Gaspedaalsensor
2. Laaddruksensor
3. Cilindersensor
4. Koppelingspedaalschakelaar
5. Rempedaalschakelaar
6. Snelheidssensor
7. Brandstofdruksensor

#### Krukassensor
Deze sensor meet de stand van de krukas en telt het toerental van de motor en stuurt deze informatie door aan de ECU. De ECU moet zeker weten hoeveel toeren de motor maakt voor de inspuithoeveelheid. Aan het vliegwiel wordt het toerental gemeten door een hallsensor.

#### Gaspedaalsensor
Voor het regelen van het door de bestuurder gewenste motorvermogen, krijgt de ECU door deze sensor de informatie over de stand van het gaspedaal. Als noodvoorziening bij eventuele storingen is de sensor voorzien van twee potentiometers, een fijne en een grove regeling. De sensor doet het niet en er wordt geen rekening gehouden met de stand van het gaspedaal als een van beide signalen van de gaspedaalsensor zwak is. Noodprogramma beperkte opbrengst wordt ingeschakeld.

#### Brandstoftemperatuursensor
Deze sensor meet de temperatuur van de brandstof in de rail (brandstofgalerij). De viscositeit van de brandstof is belangrijk. Wanneer de brandstof warm is, dan is de brandstof ook dunner dus vloeibaarder en beter voor de inspuiting. Wanneer de brandstof koud is dan zal de brandstof ook dikker zijn dus niet zo vloeibaar, in dit geval moet er meer ingespoten worden. Deze sensor is altijd geplaatst op de brandstofgalerij (rail). Als de sensor het niet meer doet vervangingswaarde: 70 graden. Als de brandstoftemperatuur hoger is dan 106 graden wordt de 3de plunjer van de hogedrukpomp bij lage belasting uitgeschakeld.

#### Nokkenassensor
De elektronische eenheid heeft een cilinderreferentie nodig voor de sequentiële aansturing van de verstuiver (cilinder per cilinder in de volgorde 1-3-4-2). Hiertoe registreert hij het bovenste dode punt in de compressieslag van elke cilinder met behulp van de informatie die hij van deze sensor ontvangt. De sensor is van het halltype en bevindt zich op het nokkenascarter, waar deze tegenover een nokkenschijf op het uiteinde van de nokkenas bevestigd is.

#### Koppelingspedaalschakelaar
De CPP-schakelaar is aangebracht op de pedaalsteun. De elektronische motorregeling herkent met behulp van de CPP-schakelaar het inschakelen van een andere versnelling en is zo in staat de motorloopkarakteristieken te verbeteren. De CPP-schakelaar stuurt een massasignaal naar de PCM wanneer het koppelingspedaal is ingetrapt (koppeling losgekoppeld).

#### Rempedaalschakelaar
Op de pedaalkast zijn twee rempedaalpositieschakelaars aangebracht, de remlichtschakelaar en de BPP-schakelaar. De remlichtschakelaar wordt uitsluitend gebruikt voor het inschakelen van de remlichten. De BPP-schakelaar wordt voor de motorregeling gebruikt. Hij stuurt informatie wanneer de auto afremt. De BPP-schakelaar is in de ruststand (rempedaal losgelaten) gesloten en stuurt een massasignaal door.

## Naamgeving
Fabrikanten van auto's en motoren gebruiken elk een eigen benaming voor hun implementatie van een common-rail. Enkele voorbeelden hiervan zijn CRS, D en SD, VCDi, CRD, HDi, e-HDI, BlueHDi, CDi, JTD, CTDi/CDTi, D-4D en SCDi.